# Черкаський міський центр туризму, краєзнавства, екскурсій та спорту учнівської молоді
Черка́ський мі́ський Центр тури́зму, кра́єзна́вства, екску́рсій та спо́рту учні́вської мо́лоді — позашкільний навчальний заклад в місті Черкаси, єдиний в місті, який спеціалізується на туризмі.
Заклад має декілька гуртків, які об'єднані в напрямки:
- Туристичний напрямок: пішохідний туризм, юні топографи-картографісти, велосипедний туризм, спортивний туризм;
- Спортивний напрямок: загальна фізична підготовка;
- Краєзнавчий напрямок: літературне краєзнавство, географи-краєзнавці, юні етнографи, історики-краєзнавці, юні краєзнавці, ман, юні геологи;
- Екскурсійний напрямок: юні музеєзнавці, юні екскурсоводи.

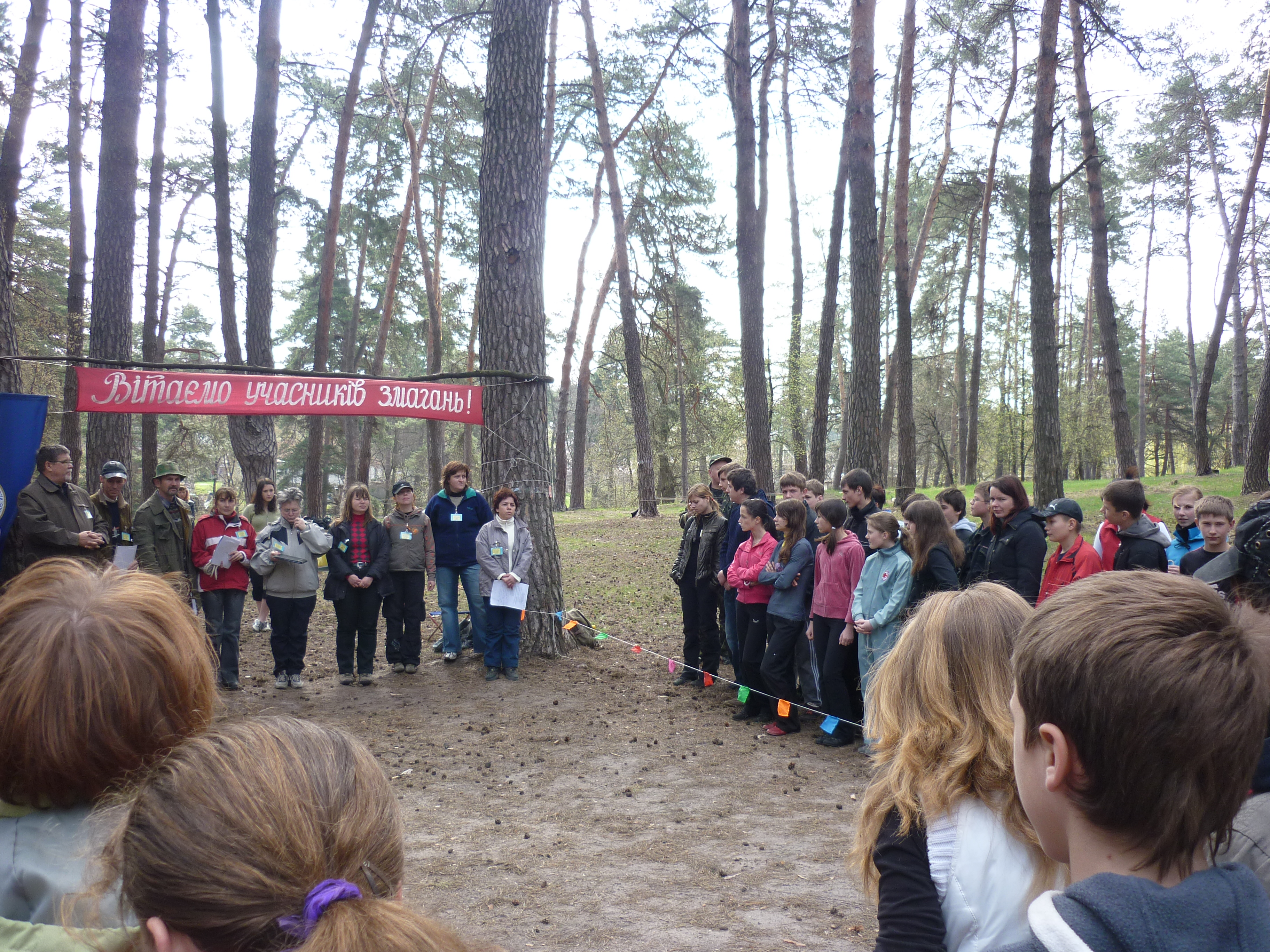
Змагання в Соснівці

Центр має власний краєзнавчий музей, де зібрані археологічні рештки та етнографічні речі з Черкаської області. Вихованці неодноразово проводили свої заняття у походах в Карпати, Крим та інші частини України.
Керівники гуртків займаються також і на виїзд, вони створюють гуртки при школах міста, де і проводять заняття. Центр проводить низку туристичних заходів та конкурсів як міського, так і обласного рівнів. Місцем для таких заходів зазвичай обирається в Соснівці (біля лісового господарства) або ж Дахнівці (на території колишнього ярмарку).